# Льодовий палац «Піонір»
Льодовий палац «Піонір» (серб. Ледена дворана Пионир) — льодова арена у м. Белград, частина «Піонір Голлу», який знаходиться у спортивно-оздоровчому комплексі «Ташмайдан». Льодовий палац вміщує 2000 вболівальників.

## Історія
Льодова арена була побудована в 1978 році і частково відремонтована в 2001 році. Арена є домашньою ареною белградських команд, що грають в Сербській хокейній лізі: ХК Партизан, ХК «Црвена Звезда» і молодіжної команди ХК «Таш». 

## Світлини

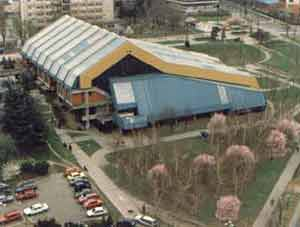
Зовнішній вигляд з повітря
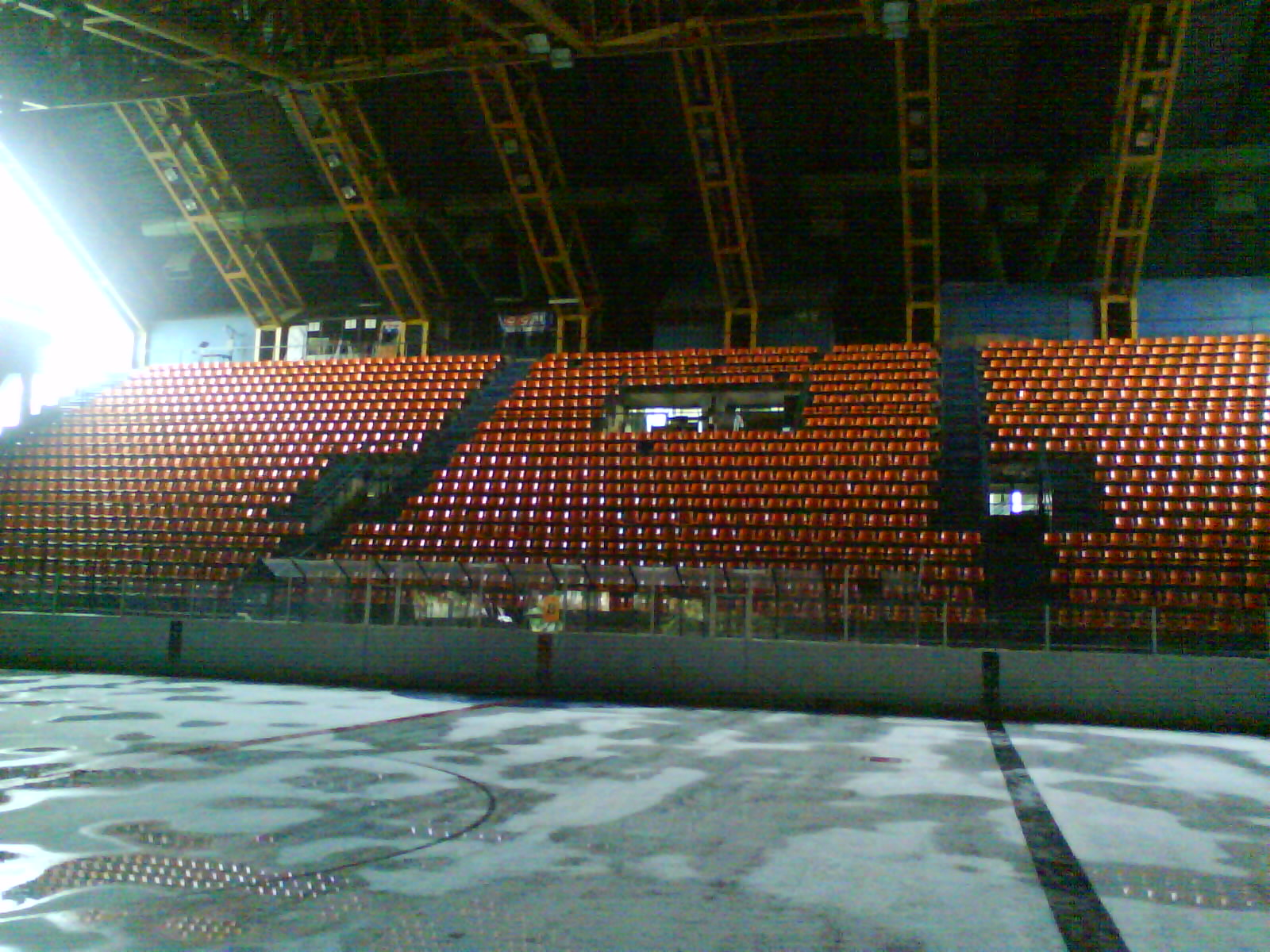
Палац без льоду.
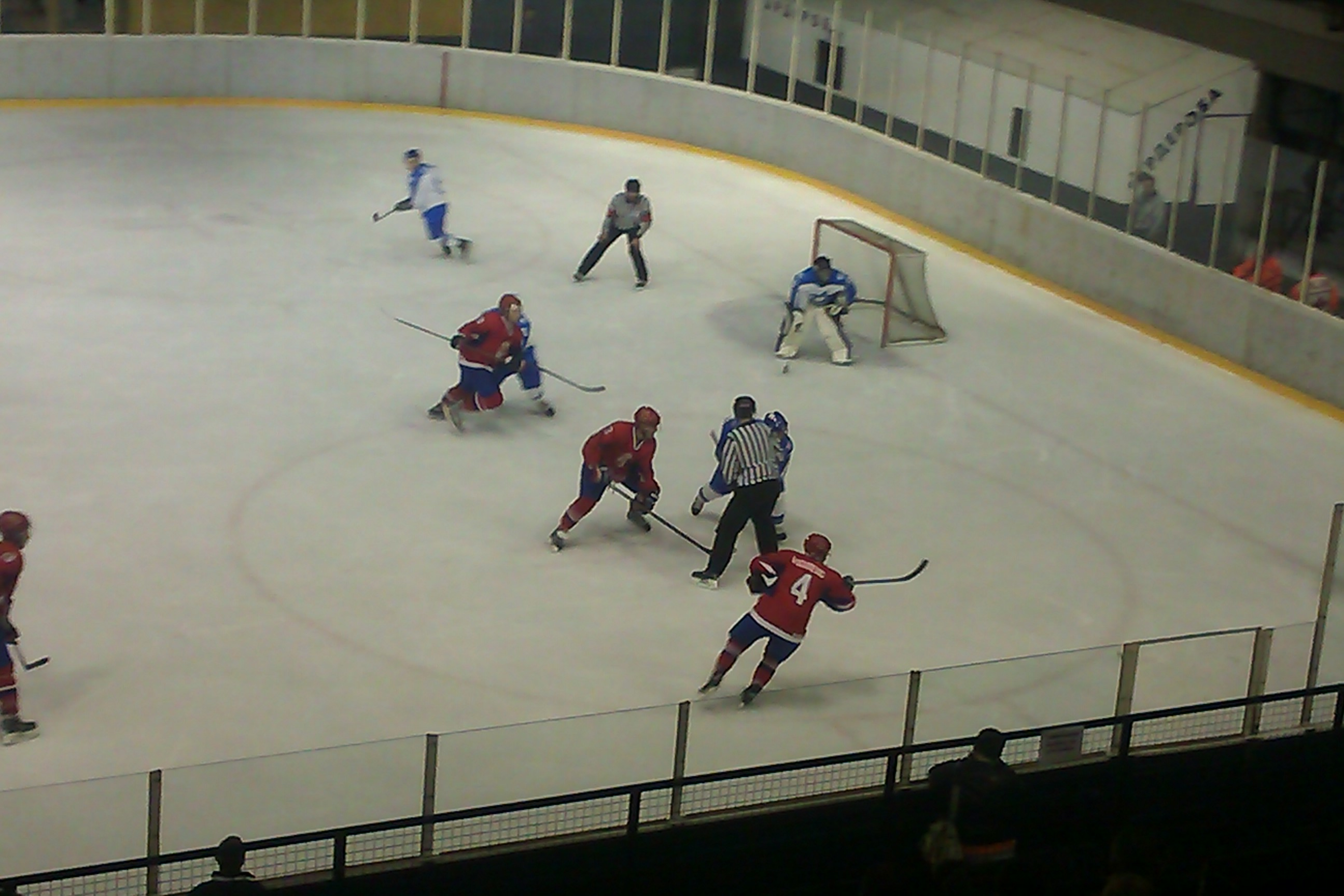
Кубок світу: Сербія - Ізраїль
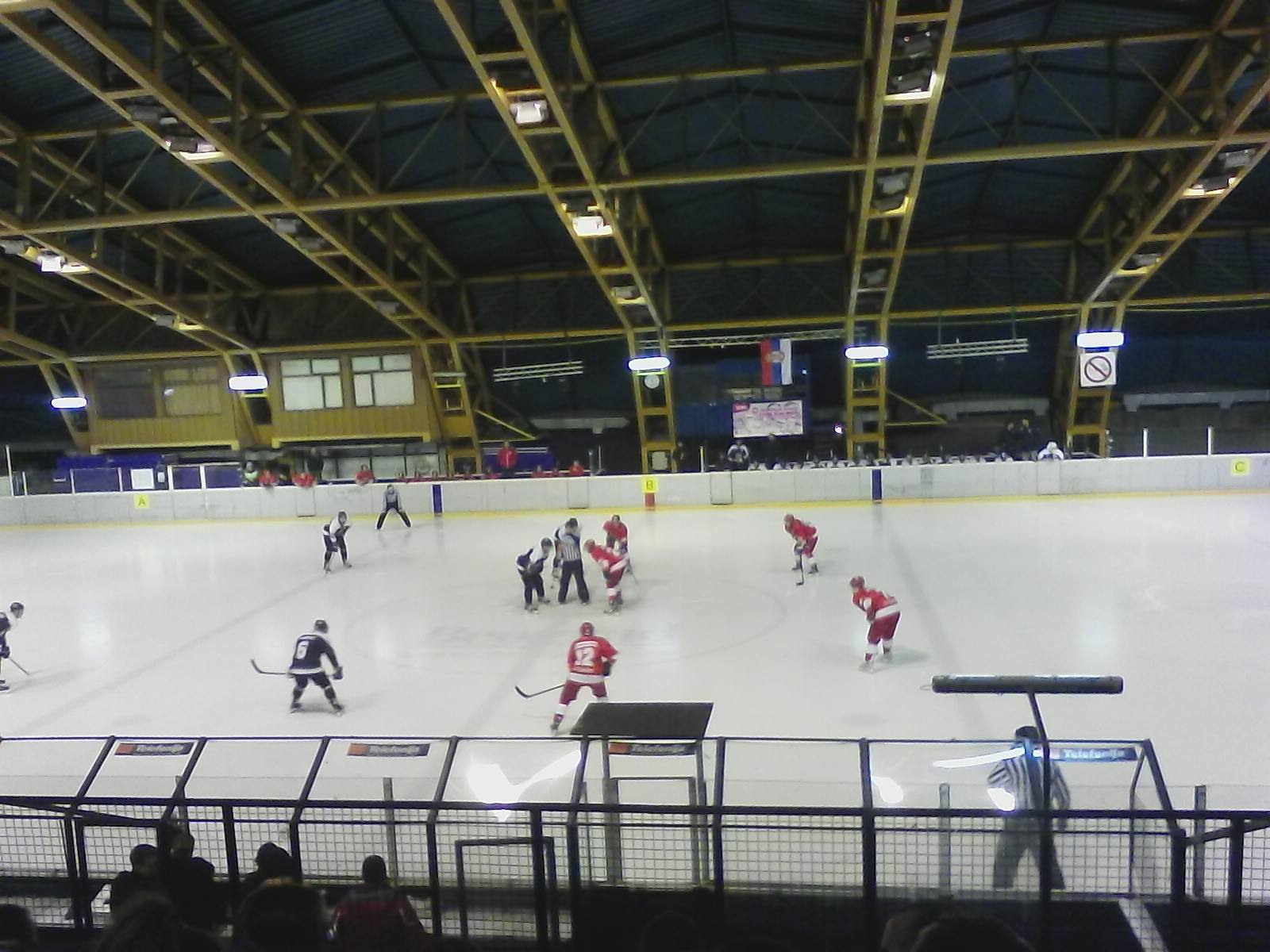
Партизан - Црвена Звезда